# Лян Шаньбо та Чжу Інтай (фільм, 1963)
«Лян Шаньбо та Чжу Їнтай» (кит.: 梁山伯与祝英台, англ. The Love Eterne) — гонконгський фільм з Бетті Ло Ti та Айві Лін По у головних ролях. Кінофільм вийшов на екрани в 1963 році. В цьому фільмі у масовці був задіяний Джекі Чан.

## У ролях
- Чжу Інтай — Бетті Ло Ті[en]
- Лян Шаньпо — Айві Лін По[en]
- Інсін — Жень Цзє
- Си Цзю — Лі Куан[en]
- Господар Чжу — Чін Мяо[zh]
- Господиня Чжу — Чень Єн'єн[ru]
- Голова школи — Ян Чхжицін
- Дружина голови — Као Пао-шу[ru]
- Дитина (в масовці) — Джекі Чан